# أعساوس (لوطاويين)
أعساوس هو دُوَّار يقع بجماعة أسجن، إقليم وزان، جهة طنجة تطوان الحسيمة في المملكة المغربية. ينتمي الدوّار لمشيخة لوطاويين التي تضم 11 دوار. يقدر عدد سكانه بـ 496 نسمة حسب الإحصاء الرسمي للسكان والسكنى لسنة 2004.

## روابط خارجية
- البوابة الوطنية للجماعات الترابية
- المندوبية السامية للتخطيط